# زنباء صينية
زنباء صينية (الاسم العلمي: Pangonius sinensis) هي نوع من الحشرات يتبع جنس الزنباء من الفصيلة النعرية.